# Jan Turkowski
Jan Turkowski (ur. 1951 w Łomży, zm. 20 czerwca 2003) – polski samorządowiec, prezydent Łomży w latach 1994–2002.

## Życiorys
Syn Maksymiliana. W 1994 został wybrany na radnego Rady Miejskiej, a następnie powołany na prezydenta Łomży. Urząd ten sprawował przez dwie pełne kadencje. W bezpośrednich wyborach w 2002 bez powodzenia ubiegał się o reelekcję, uzyskując jednocześnie mandat radnego z ramienia Komitetu Wyborczego Wyborców „Samorządowe Porozumienie Łomży”.
Zmarł w 2003 na zawał serca.
Odznaczony Srebrnym Krzyżem Zasługi (1997) oraz Krzyżem Kawalerskim Orderu Odrodzenia Polski (2001).